# ピンボケ写太
『ピンボケ写太』（ピンボケしゃった）は、ビッグ錠による日本の漫画。『週刊少年ジャンプ』（集英社）において、1978年1号から同年29号まで連載された。コミックスはジャンプスーパーコミックスより全3巻。

## あらすじ
日狩写太は勉強も運動もパっとせず、取り立ててやりたいこともない高校生。両親から勉強を催促されるのが嫌で、一眼レフカメラを購入した友人に連れられて山へと遊びに行く。望遠レンズのついたカメラを借りて望遠鏡代わりに大空を自由に飛ぶ鳥を見ていたところ、その鳥は猟師に銃で撃たれてしまった。
友人の親がフィルムを現像してみると、撃たれた瞬間の鳥が撮れており、これを写真コンテストに出したところ見事に優勝する。これまでカメラを触ったことも無かった写太だったが、天才少年ともてはやされ、優勝賞品として一眼レフカメラをもらったこともあって、写真に興味を抱くようになる。
突如現れた天才少年にマスコミも目をつけ、写太に雑誌『週刊ヤング』からサーキットでのカーレース写真撮影の依頼が来る。喜んだ写太だったが、撮影技術もなく、高速道路を走る車を撮って特訓してみたものの、レースカーの速度は高速道路を走行する車とは比べ物にならないほど速く、撮れた写真はレースカーがフレーム内に収まっていなかったり、ピンボケばかり。さらにはレース中の事故に遭遇した写太は、写真を撮るどころかドライバーの救助活動を行ってしまう。ところが販売された雑誌には写太の作品として、ちゃんとレースの写真、事故の瞬間の写真までもが掲載されていた。ゴーストライターならぬゴーストカメラマン尾形一光の存在を知った写太は、これに反発。尾形と写太とのカメラファイトがマスコミを通じて大々的に開催されることになる。
カメラファイトは、互いにフィルム1コマのみが入ったカメラを持ち、いつ飛び立つともわからないキジを撮影するという内容だった。公園の池で鯉が水上に跳ねるのを撮る特訓と工夫をした写太だったが、跳ねる場所の決まっていた鯉での特訓では役に立たないことに気付かされる。写太はキジのことを調べたり、銃砲店でキジのこと聞いたりしているうちに、置き忘れた一眼レフカメラを盗まれてしまう。ストロボ内蔵のピッカリコニカを借りて写太はカメラファイトに挑む。一方の尾形はファインダーを覗かずに撮影する「手撮り」の技法を極めており、飛ぶ鳥を撮影することなぞは造作もなかった。カメラファイトで、尾形はピントも構図も非の打ちどころのない写真を撮る。写太の写真もキジは写っていたものの構図は平凡、ピントもどうにか合っていると言える写真だった。しかし、審査員の判定は写太の勝ちであった。尾形の写真は逆光によってキジがシルエットだったのに対し、写太はストロボ発光によってキジの鮮やかな羽根色まで写していたのだった。キジが飛び立つときに太陽に向かって飛んでゆくことを知ったことからの工夫であった。
『週刊ヤング』からは再び写太に撮影の依頼が行われ、アイドル桜井ももこのグラビア写真でライバル誌との対決が行われるようになる。対戦相手の流真矢は桜井のイメージ通りの写真を撮影した。一方の写太は自身（と同行した友人）の下心もあってビキニでのスタジオ撮影だが、誤って桜井のライバルの曲を流してしまったために桜井は怒り顔。しかし、『週刊ヤング』編集長は、その怒り顔を選んで掲載する。最初はイメージが崩れると泣く桜井に怒るマネージャだったが、『週刊ヤング』はバカ売れした。理由が解らない真矢に対し、祖父の洋之助は真矢の写真は「事実を写しただけ」、写太の写真は「真を写した」と評するのだった。
祖父の古本屋で、ある戦場写真集を見ていた写太は、その写真集の写真が全て兵士たちを前から撮った、すなわち前線の兵士たちより更に前に出て後ろを向いて撮った写真であることに気付き心を動かされる。そのカメラマンは既に引退していたが、住所を尾形から聞き出して訪ねてみると、カメラファイトの直前にカメラを盗んだ子の家であり、その子の父親が元戦場カメラマンだった。元戦場カメラマン日下部武史から戦場カメラマンを止めた理由、目の前で銃殺刑になったゲリラの少年が射殺された瞬間が撮れており、その写真を現像、焼き付けしていたときに、日下部は自分の無力を痛感したためだった。
写太は日下部に弟子入りするために、自宅を後にした。

## 主な登場人物
日狩 写太（ひかり しゃった）
父はサラリーマン、祖父は古本屋を営む平々凡々とした高校生。
流 真矢（ながれ しんや）
若手カメラマン。写太とグラビア写真対決を行う。
流 洋之助（ながれ ようのすけ）
真矢の祖父でもあり、写真業界の重鎮。久しく写真からは遠ざかっていたが、写太と知り合ったことから再び撮りはじめるようになる。
鯉を撮る写太に鯉を観察するようアドバイスもするし、鯉の跳ねる位置を知っており、その1個所のみを待ち受けることで、写太に一眼レフを借りて、跳ねる鯉を撮影した。
カメラファイトの審査委員長も依頼されていたが、鯉を待ち受けているのはずるいと写太に煽られて一眼レフカメラを左右に振り回したために腰を痛めて断念した。
写太は洋之助が写真業界の重鎮であることは知らない。
尾形 一光（おがた いっこう）
元は報道カメラマンだったが、取材時に脚を負傷。以後、ファインダーを覗かずに手撮りの技法を極め、ゴーストカメラマンとして活躍するようになる。
カメラファイトで「表」のカメラマンとして名を売ることをもくろむ。
日下部武史とも交友があり、写太に日下部の住所を教える。
日下部 武史（くさかべ たけし）
元戦場カメラマン。子供が写太の一眼レフカメラを盗んでしまう。カメラファイト後にそのカメラを写太に返した際には、写太が鯉を撮るために施したレンズへの工夫に関心していた。
桜井 ももこ（さくらい ももこ）
人気のアイドル。写太と真矢とでのグラビア写真対決の被写体になる。